# Largo do Chiado
El Largo do Chiado queda situado en las freguesias de Santa Maria Mayor y Misericórdia, en Lisboa. Es una prolongación de la rua Garrett.
En el extremo poniente del ancho se erigen las torres de las antiguas Puertas de Santa Catarina de la muralla fernandina de Lisboa, construidas entre 1373 y 1375 y demolidas en el inicio del siglo XVIII. El local que fue de las torres de la muralla es hoy ocupado por las iglesias del Loreto y de la Encarnação.
En el extremo inicial del ancho, se yergue desde 1929 una estatua del poeta António Ribeiro, que fue conocido como «Chiado» por frecuentar la zona. De 1771 a 1853 existió en el mismo local la Fuente de Loreto, aprovisionada por el Acueduto de las Aguas Libres a través de la Galería del Loreto. La estatua de Neptuno que coronaba la fuente se encuentra hoy en el centro de la fuente del Largo de Dueña Estefânia.